# یوری پویارکوف
یوری پویارکوف (اوکراینی: Юрій Михайлович Поярков؛ زادهٔ ۱۰ فوریهٔ ۱۹۳۷ در خارکف - درگذشته۱۰ فوریهٔ ۲۰۱۷ (۸۰ سال)) بازیکن بازنشسته والیبال اهل روسیه عضو سابق تیم ملی والیبال شوروی بود. پویارکوف دارنده دو مدال طلا المپیک ۱۹۶۴ و ۱۹۶۸ و مدال برنز المپیک ۱۹۷۲ به همراه تیم ملی اتحاد جماهیر شوروی بود.